# Evelyn Stevens
Evelyn Stevens (* 9. Mai 1983 in Claremont) ist eine ehemalige US-amerikanische Radrennfahrerin. Sie wurde viermal Weltmeisterin im Mannschaftszeitfahren.

## Sportliche Laufbahn
Evelyn Stevens absolvierte ein Bachelor-Studium in Politikwissenschaft und Gender Studies. Von 2005 bis 2007 arbeitete sie als Investbankerin bei Lehman Brothers in New York, bis 2009 bei einem Investmentfonds. Erst 2007 kam sie mit dem Radsport in Berührung, als sie sich an Hobby-Rennen im Central Park beteiligte und mehrere gewann. 2009 wurde sie US-amerikanische Vize-Meisterin im Einzelzeitfahren. Im 2010 erhielt sie ihren ersten Vertrag als Profi-Radrennfahrerin.
2010 und 2011 errang Stevens den nationalen Titel im Einzelzeitfahren. 2012 war ihr bis dato erfolgreichstes Jahr, in dem sie unter anderem erstmals Weltmeisterin im Mannschaftszeitfahren und Vize-Weltmeisterin im Einzelzeitfahren wurde sowie die wichtigen Rennen Route de France Féminine, Neuseeland-Rundfahrt der Frauen, La Flèche Wallonne Féminine und Gracia Orlová gewann. Sowohl 2013 wie 2014 errang sie den WM-Titel im Mannschaftszeitfahren erneut.
Bei den Olympischen Spielen 2012 in London belegte Evelyn Stevens Platz 24 im Straßenrennen.
Am 27. Februar 2016 verbesserte Evelyn Stevens auf dem 7-Eleven Velodrome Track in Colorado Springs den Stundenweltrekord auf 46,882 Kilometer. Nach ihrer Teilnahme an den Olympischen Spielen in Rio de Janeiro, wo sie Zwölfte im Straßenrennen und Zehnte im Einzelzeitfahren wurde, verkündete sie, dass sie zum Ende der Saison 2016 ihre Radsport-Laufbahn beenden würde, um in ihren Beruf als Investmentbankerin zurückzukehren. Vor ihrem Rücktritt errang sie bei den UCI-Straßen-Weltmeisterschaften 2016 in Doha ihren vierten WM-Titel im Mannschaftszeitfahren.

## Erfolge
2009

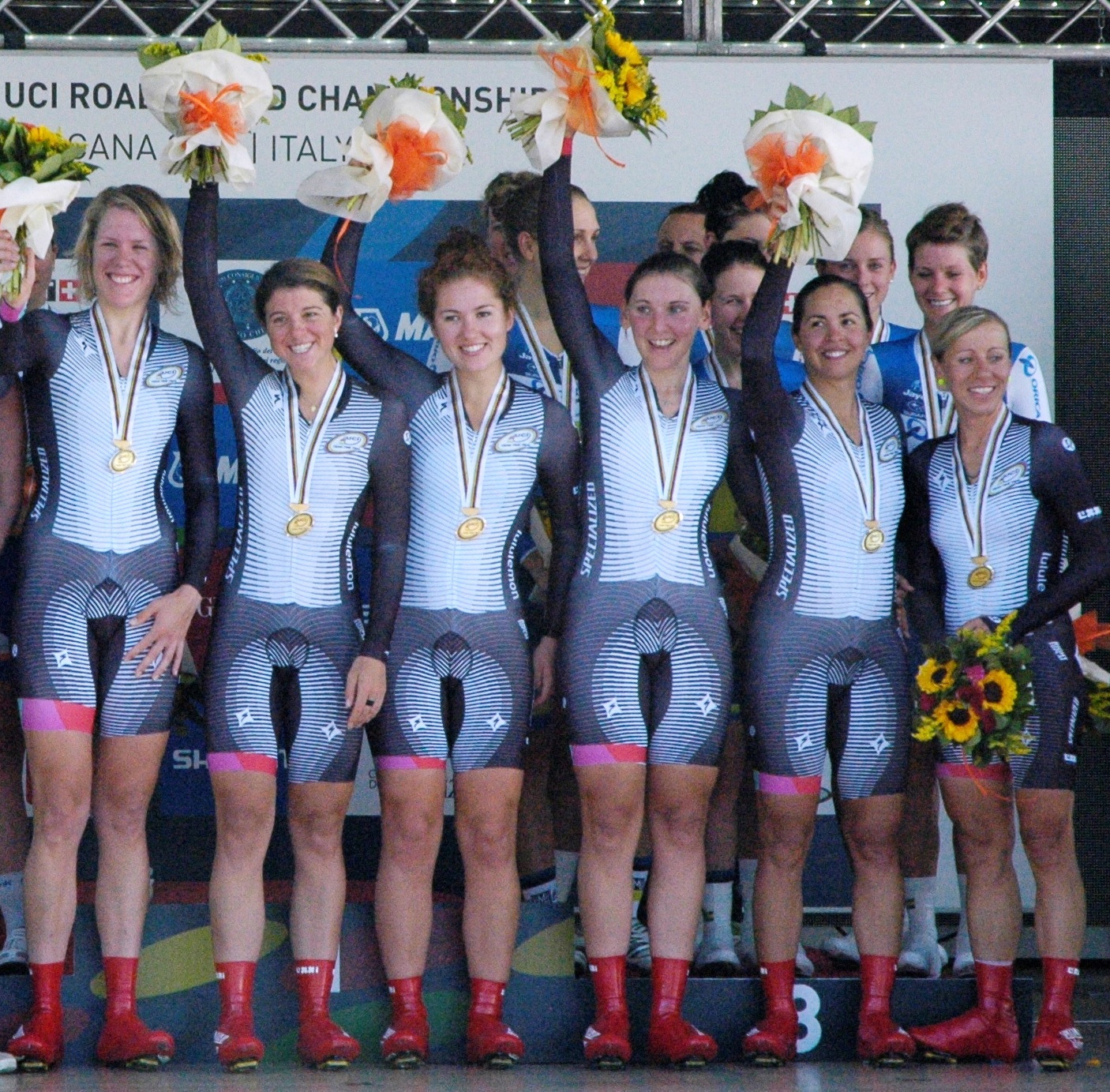
Evelyn Stevens (2.v.l.) bei der Siegerehrung 2013 im WM-Mannschaftszeitfahren

- eine Etappe Route de France Féminine
- Fitchburg Longsjo Classic

2010
- eine Etappe Giro d’Italia Femminile
- Mannschaftszeitfahren Giro della Toscana Femminile – Memorial Michela Fanini
- US-amerikanische Meisterin – Einzelzeitfahren
- eine Redlands Bicycle Classics

2011
- Panamerikanische Meisterschaften – Einzelzeitfahren
- eine Etappe Tour Cycliste Féminin International de l’Ardèche
- Mannschaftszeitfahren Trophée d’Or Féminin
- US-amerikanische Meisterin – Einzelzeitfahren

2012
- Weltmeisterin – Mannschaftszeitfahren (mit Charlotte Becker, Amber Neben, Ina-Yoko Teutenberg, Ellen van Dijk und Trixi Worrack)
- Weltmeisterschaft – Einzelzeitfahren
- Gesamtwertung und zwei Etappen Route de France Féminine
- Neuseeland-Rundfahrt der Frauen
- La Flèche Wallonne Féminine
- Gesamtwertung und eine Etappe Gracia Orlová
- Mannschaftszeitfahren Open de Suède Vårgårda (mit Charlotte Becker, Amber Neben, Ina-Yoko Teutenberg, Ellen van Dijk und Trixi Worrack)
- Mannschaftszeitfahren Holland Ladies Tour (mit Charlotte Becker, Amber Neben, Ina-Yoko Teutenberg, Ellen van Dijk und Trixi Worrack)
- eine Etappe Giro d’Italia Femminile
- eine Etappe Energiewacht Tour

2013
- Weltmeisterin – Mannschaftszeitfahren (mit Lisa Brennauer, Katie Colclough, Carmen Small-McNellis, Ellen van Dijk und Trixi Worrack)
- Gesamtwertung und eine Etappe Giro del Trentino Alto Adige
- eine Etappe Gracia Orlová
- Mannschaftszeitfahren Open de Suède Vårgårda (mit Lisa Brennauer, Ellen van Dijk und Trixi Worrack)

2014
- Weltmeisterin – Mannschaftszeitfahren (mit Chantal Blaak, Lisa Brennauer Karol-Ann Canuel, Carmen Small-McNellis und Trixi Worrack)
- Weltmeisterschaft – Einzelzeitfahren
- Panamerikanische Meisterschaften – Einzelzeitfahren

2015
- Weltmeisterschaft – Mannschaftszeitfahren (mit Ellen van Dijk, Katarzyna Pawłowska, Christine Majerus, Elizabeth Armitstead und Chantal Blaak)
- Mannschaftszeitfahren Neuseeland-Rundfahrt der Frauen (mit Megan Guarnier, Lauren Hall, Lauren Raucl Komanski und Tayler Wiles)
- Gesamtwertung und eine Etappe Internationale Thüringen-Rundfahrt der Frauen
- Gesamtwertung Holland Ladies Tour
- Mannschaftszeitfahren Open de Suède Vårgårda (mit Trixi Worrack, Karol-Ann Canuel, Lisa Brennauer und Chantal Blaak)
- Philadelphia Cycling Classic

2016
- – Mannschaftszeitfahren (mit Chantal Blaak, Karol-Ann Canuel, Lizzie Deignan, Christine Majerus und Ellen van Dijk)
- drei Etappen Giro d’Italia Femminile

## Teams
- 2009–2011 HTC Highroad Women
- 2012–2014 Team Specialized-lululemon
- 2015 Boels Dolmans Cyclingteam
- 2016 Boels Dolmans Cyclingteam